# Christiane Thun-Salm
Hraběnka Christiane Thun-Salm (12. června 1859 Doksy, Rakouské císařství – 6. srpna 1935 Doksy, Československo), rozená Christiane von Waldstein-Wartenberg (česky Kristýna Alžběta z Valdštejna-Wartenbergu) byla německy píšící česká šlechtična z rodu Valdštejn-Wartenbergů a rakouská spisovatelka, básnířka a dramatička. Většinu života strávila v Praze a ve Vídni, poslední léta dožila na rodovém zámku Valdštejnů v Doksech na Českolipsku, kde je pohřbená na místním hřbitově.

## Život
Hraběnka Christiane (Kristýna) z Valdštejna-Wartenbergu se narodila 12. června 1859 na dokském zámku jako dcera Marie Leopoldiny ze Schwarzenbergu a Arnošta Františka hraběte z Valdštejna-Wartenbergu, příslušníka dokské větve rodu Valdštejnů-Wartenbergů, odvozujících svůj původ od starého českého rodu Markvarticů. Na zámku v Doksech strávila své dětství a mládí.

### Sňatek a rodina

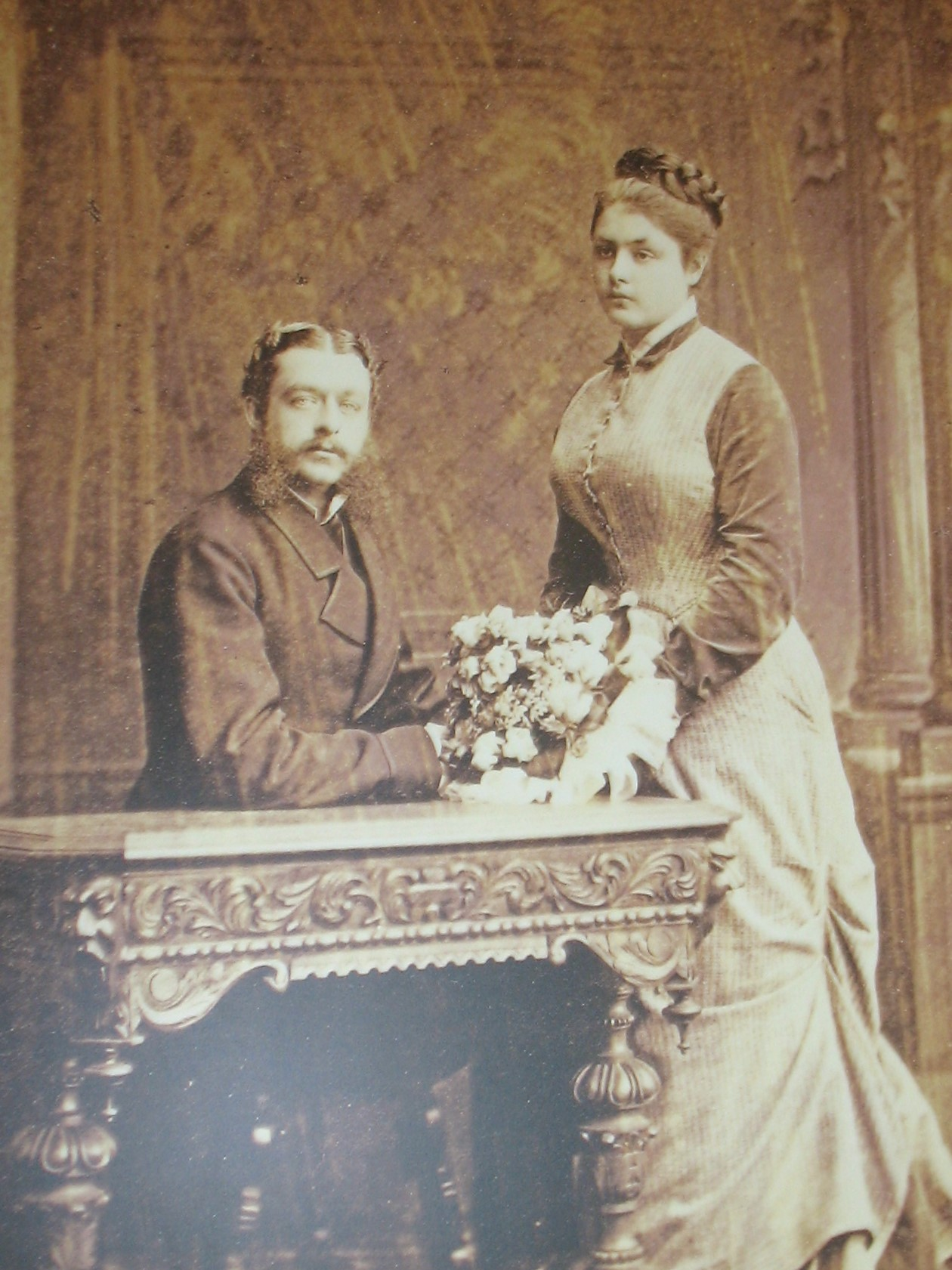
Christiane Thun-Salm s manželem

V roce 1878 se provdala za hraběte Josefa Osvalda II. z Thun-Hohensteinu (14. prosince 1849, Praha – 21. října 1913, Vídeň), který od roku 1897 připojoval ke svému jménu ještě matčino rodové jméno Salm-Reifferscheidt. Svatba se konala 3. března 1878 v Praze v kostele svatého Tomáše na Malé Straně. Po svatbě se odstěhovala do Klášterce nad Ohří, kde její manžel spravoval své panství a zároveň od roku 1876 vykonával funkci starosty města. V dalších letech se politicky angažoval i jako poslanec Českého zemského sněmu. Z jejich manželství se narodily tři synové
- 1. Josef Osvald III. (1879–1942)
- 2. Adolf Maria  (1880–1957)
- 3. Pavel (Paul; 1884–1963).

### Literární tvorba
Hraběnka Kristýna byla od mládí literárně nadaná. Psala německy, svá díla publikovala pod jménem Christiane Thun-Salm. Proslavila se zejména díky svým divadelním hrám, které byly uváděny v řadě evropských měst – ve Vídni, Budapešti, Berlíně, Mnichově, Drážďanech nebo v Praze. Její první hrou byl „Pán a sluha“, kterou zveřejnila v roce 1891. Proslulost jí přinesla zejména hra „Císařův sen“ („Des Kaisers Traum“), kterou napsala v roce 1898 u příležitosti jubilea padesáti let panování císaře Františka Josefa I. Císař se osobně zúčastnil premiéry hry ve vídeňském Burgtheatru a navštívil i představení, které bylo uspořádáno ve Vídni o deset let později.
Christiane Thun-Salm psala také pohádky a povídky. Sbírka jejích povídek „Co babička vyprávěla“ vyšla v němčině a v italštině, do češtiny byla přeložena pod názvem „Drobné povídky“ v roce 1896. Motivy pro své povídky a pohádky nezřídka čerpala ze vzpomínek na život na dokském zámku, po němž se jí později hodně stýskalo, jak mj. vyplývá i z korespondence mezi ní a jejím otcem. Tyto motivy se objevují například v novele „Nový domácí učitel“ nebo v povídce „Dřevěná paní“. Udržovala též korespondenci s některými rakouskými umělci, jako například se spisovatelem, básníkem a dramatikem Hugem von Hofmannsthalem nebo s hudebním skladatelem a dirigentem Felixem von Mottlem. Její tvorba byla v roce 1901 oceněna rakouským vyznamenáním Za umění a vědu.
Hrabě Josef Osvald II. z Thun-Hohensteinu zemřel v roce 1913, tedy ještě před vypuknutím první světové války. Pohřben byl v rodové hrobce v Klášterci nad Ohří. Po vzniku Československé republiky v roce 1918 se Christiane Thun-Salm stáhla z veřejného života do ústraní. Střídavě se zdržovala ve Vídni, v Praze a na zámku v Doksech, kde také 6. srpna 1935 zemřela. Pohřbena byla vedle valdštejnské hřbitovní kaple na místním hřbitově v Doksech.

## Galerie

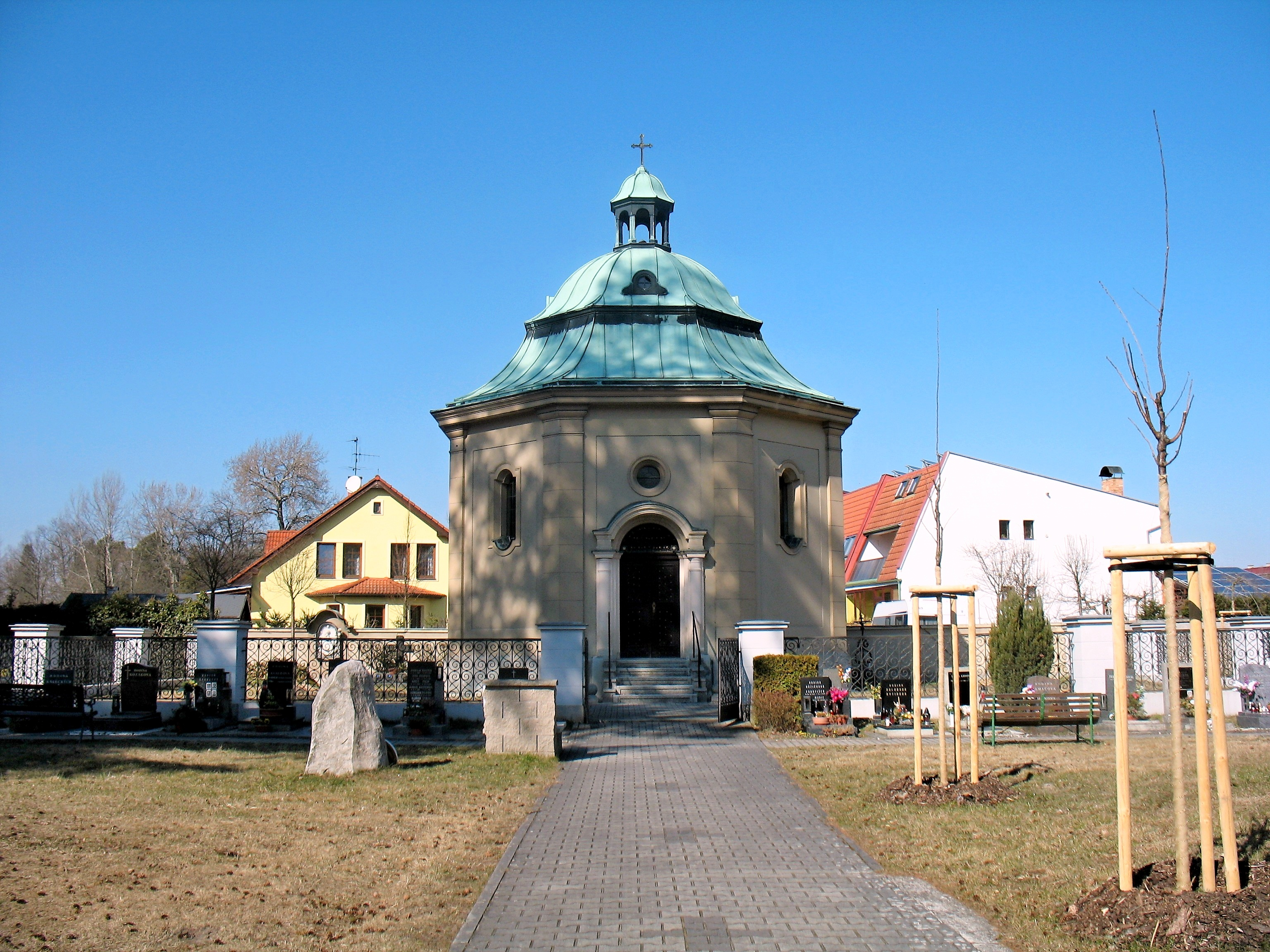
Hřbitovní kaple a přilehlé hroby příslušníků rodu Valdštejnů v Doksech
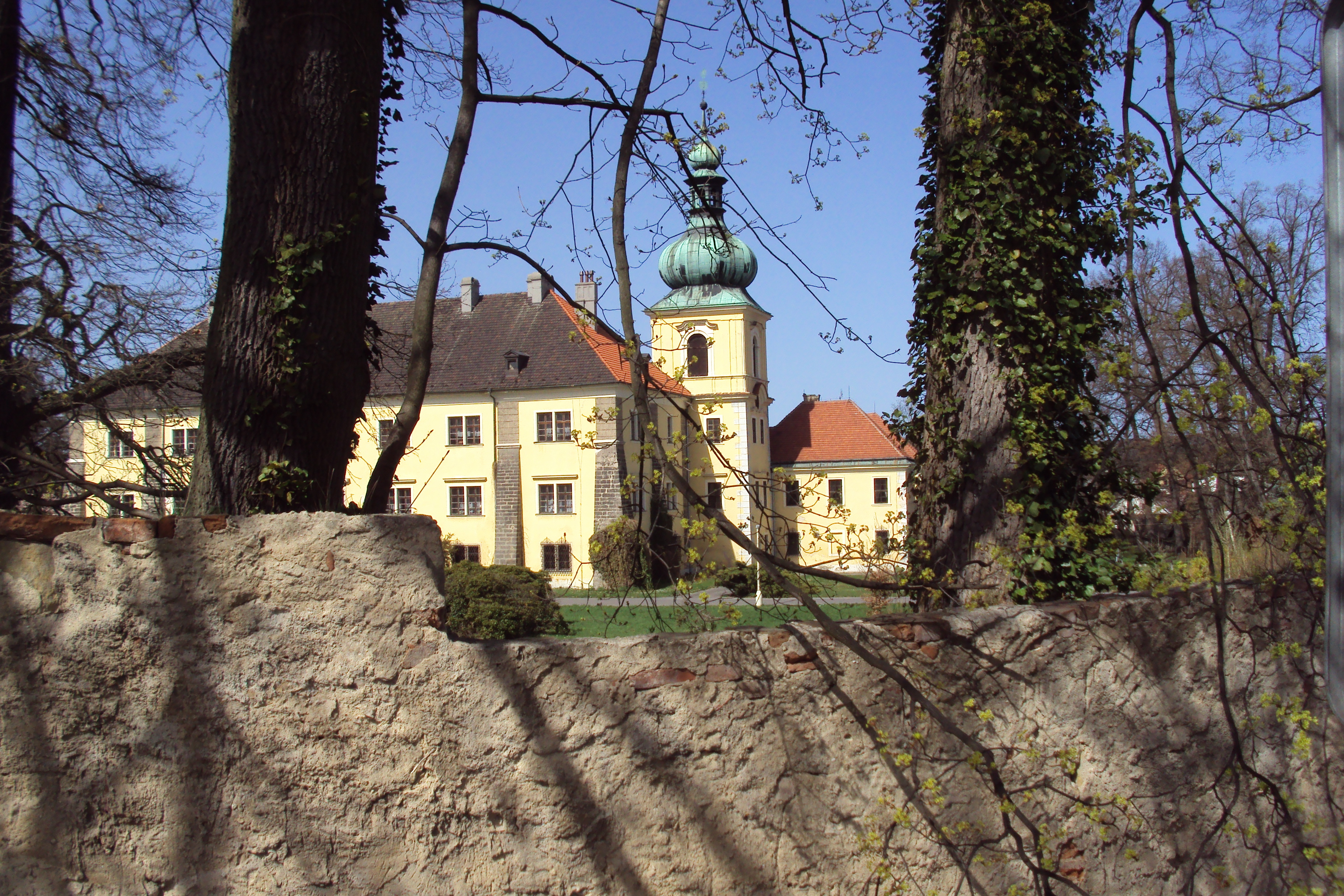
Zámek Valdštejnů v Doksech
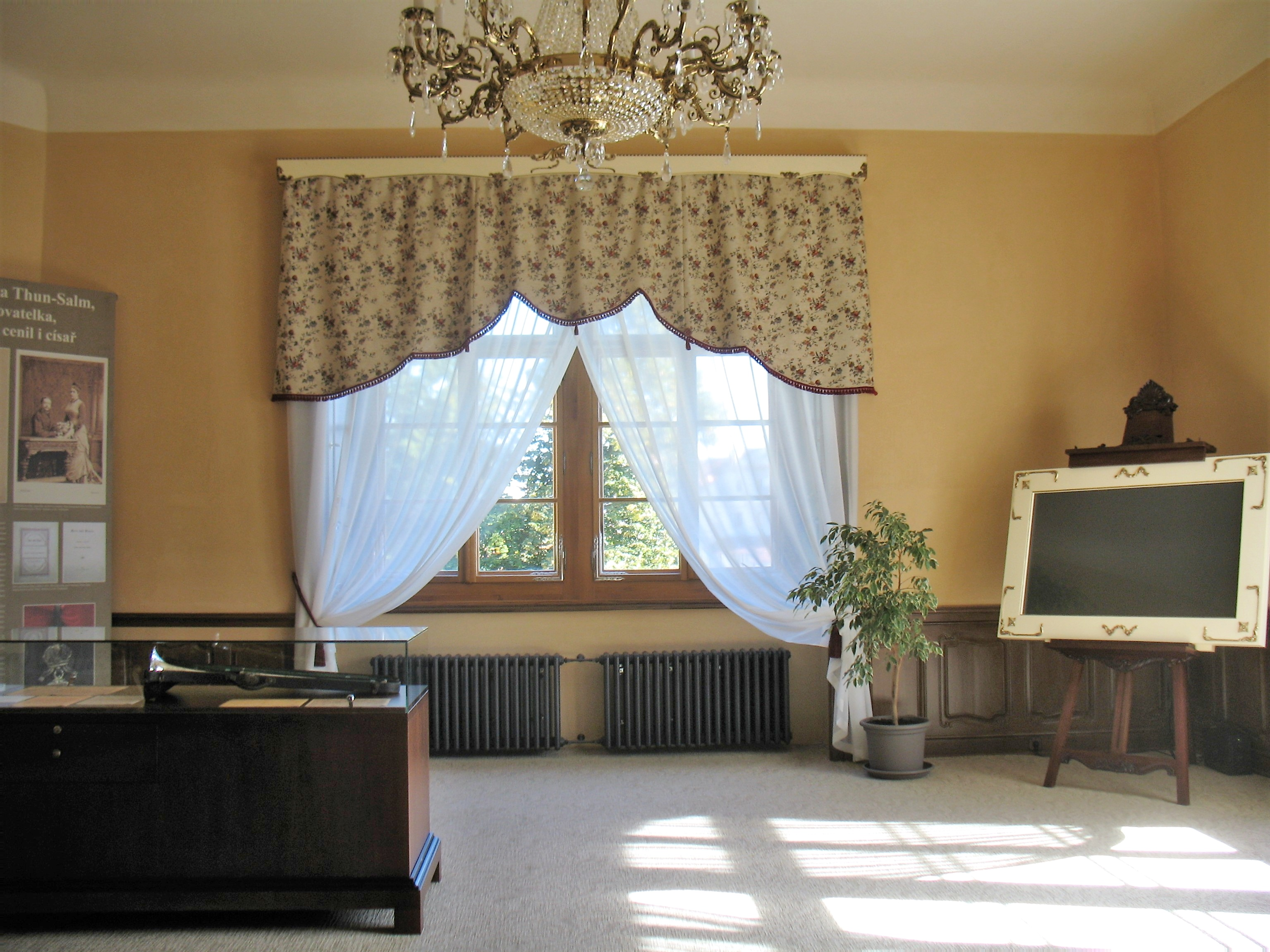
Místnost v dokském zámku, věnovaná památce spisovatelky
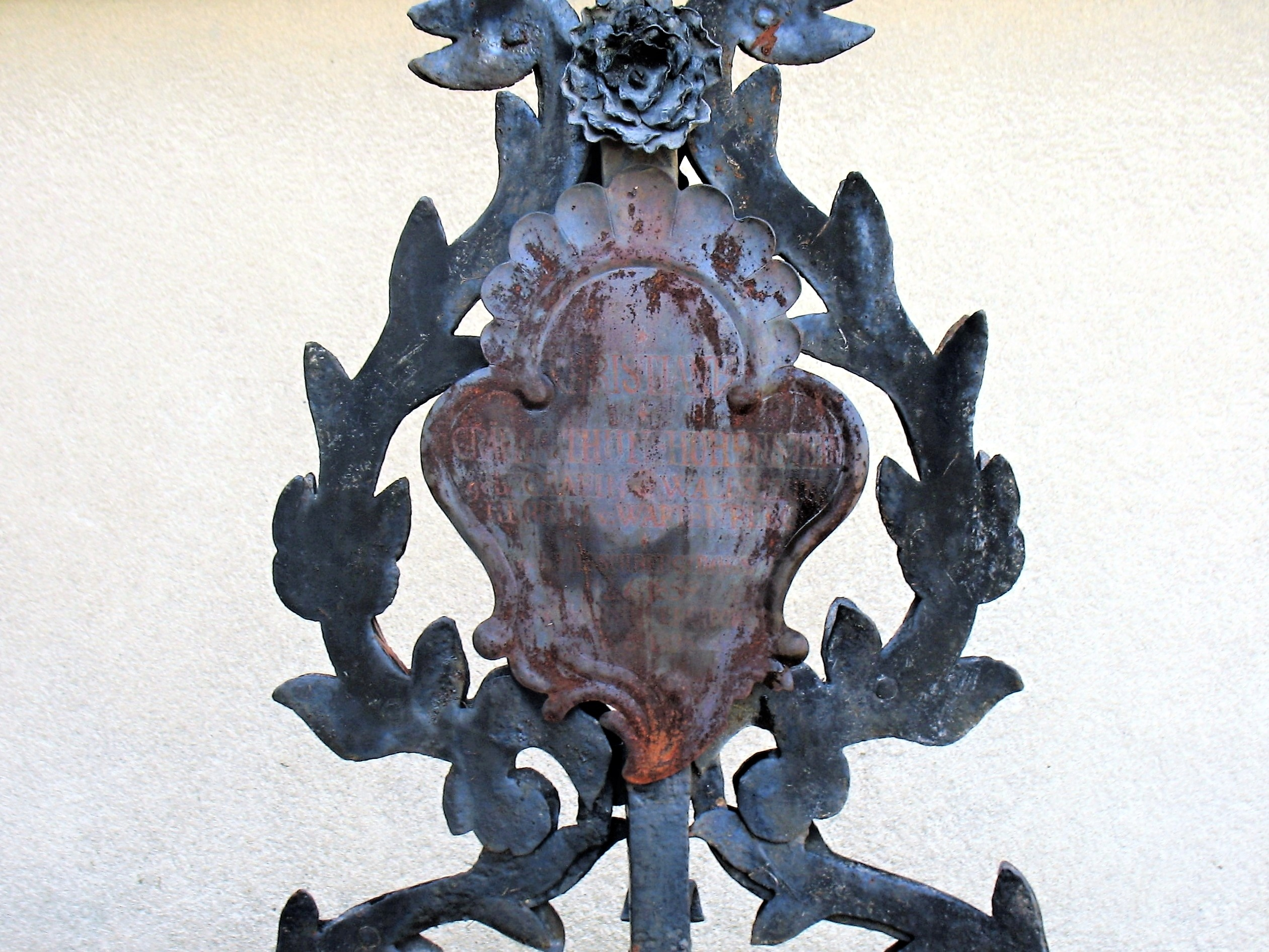
Zašlý nápis "Christiane Thun-Salm" na hraběnčině hrobě
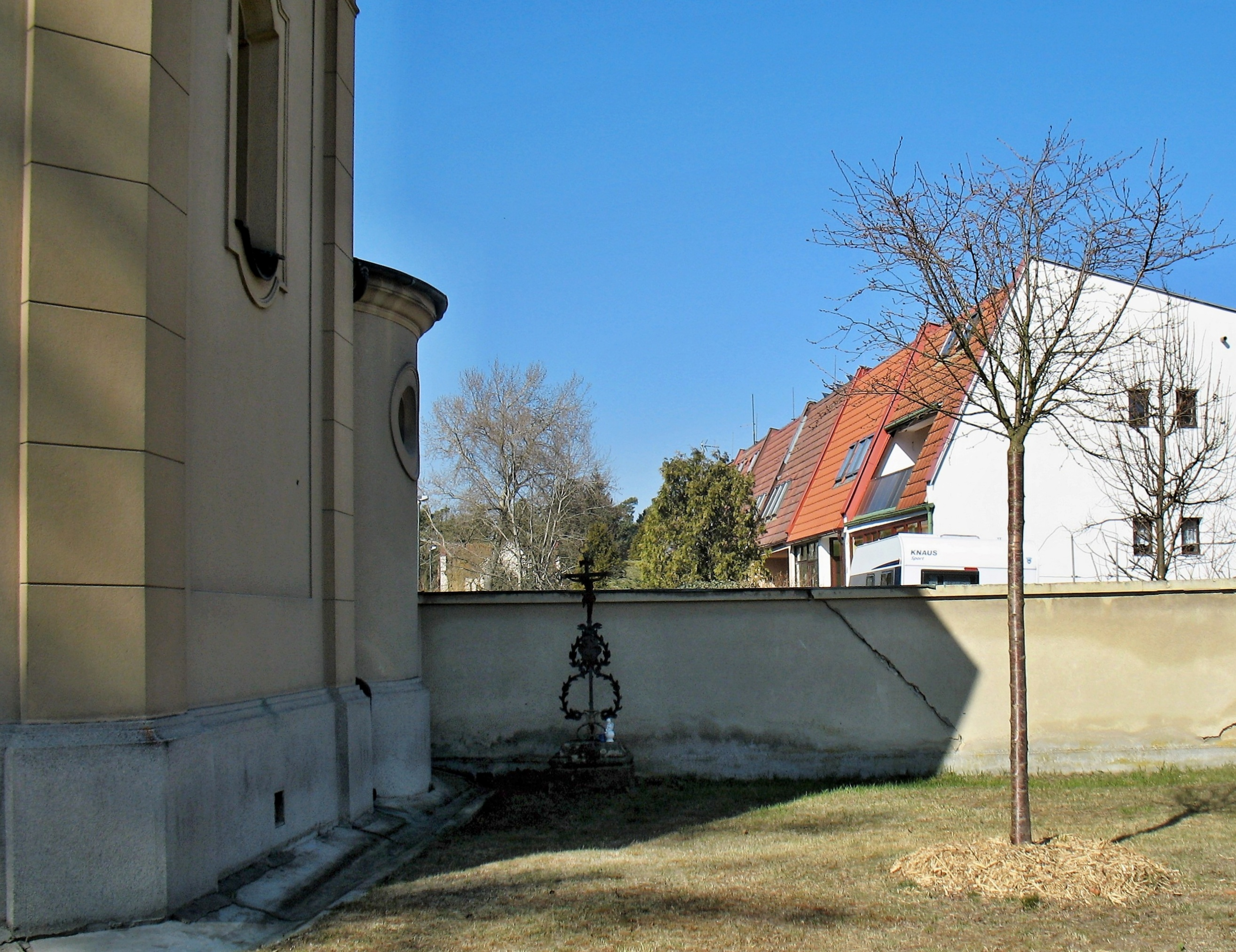
Osamělý hrob hraběnky Kristýny mezi kaplí a hřbitovní zdí v Doksech
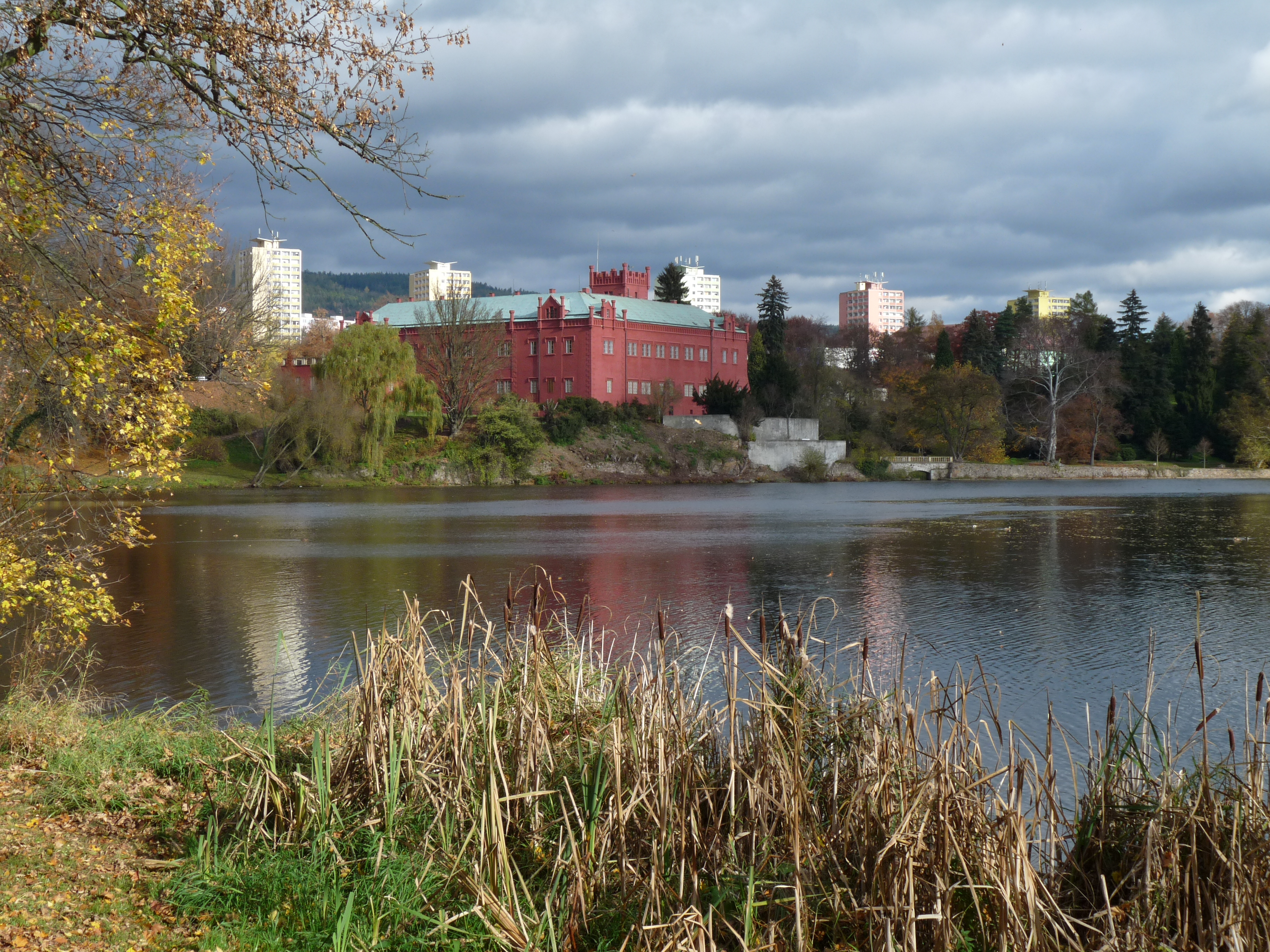
Zámek v Klášterci nad Ohří